# Маноло (футболист)
Мануэ́ль Са́нчес Дельга́до (исп. Manuel Sánchez Delgado; более известный как Маноло исп. Manolo; родился 17 января 1965 года, Касерес, Испания) — испанский футболист, нападающий. Известен по выступлениям за «Сарагосу», «Атлетико Мадрид» и сборную Испании. Участник чемпионата мира 1990 года.

## Клубная карьера
Маноло начал карьеру в клубе из родного города «Касереньо». По окончании первого сезона он перешёл в «Сабадель», который выступал в Сегунде. В 1985 году он подписал соглашение с «Мурсией» и в первый год помог ей выйти в Примеру. 31 августа в матче против мадридского «Реала» Маноло дебютировал в Ла Лиге. 26 октября в поединке против «Атлетика» из Бильбао он забил свой первый гол в высшей лиге. По окончании сезона Маноло стал лучшим бомбардиром клуба.
Бомбардирские подвиги Маноло заинтересовали много клубов и в 1988 году он перешёл в «Атлетико Мадрид». 3 сентября в поединке против «Логроньес» Маноло дебютировал за «матрасников». В 1991 году он стал обладателем Кубка Испании. Через год Маноло выиграл Трофей Пичичи, став лучшим бомбардиром Ла Лиги с 27 мячами и во второй раз завоевал национальный кубок. После такого количества голов он выступал намного слабее заданной им самим же планки и не забивал более 5 мячей за сезон.
В 1995 году Маноло покинул Мадрид и два сезона выступал за «Мериду». В 1997 году он закончил карьеру.

## Международная карьера
16 ноября 1988 года в отборочном матче первенства мира 1990 против сборной Ирландии Маноло дебютировал за сборную Испании. В той же встрече он забил свой первый гол за национальную команду.
В 1990 году Маноло попал в заявку национальной команды на участие в Чемпионате мира в Италии. На турнире он сыграл в поединке против сборной Уругвая.

### Голы за сборную Испании
| #   | Дата            | Место                                    | Противник         | Счёт | Результат | Соревнование                     |
| --- | --------------- | ---------------------------------------- | ----------------- | ---- | --------- | -------------------------------- |
| 01. | 16 ноября 1988  | Бенито Вильямарин, Севилья, Испания      | Ирландия          | 1:0  | 2:0       | Чемпионат мира 1990 квалификация |
| 02. | 8 февраля 1989  | Уиндзор Парк, Белфаст, Северная Ирландия | Северная Ирландия | 0:2  | 0:2       | Чемпионат мира 1990 квалификация |
| 03. | 23 марта 1989   | Бенито Вильямарин, Севилья, Испания      | Мальта            | 3:0  | 4:0       | Чемпионат мира 1990 квалификация |
| 04. | 23 марта 1989   | Бенито Вильямарин, Севилья, Испания      | Мальта            | 4:0  | 4:0       | Чемпионат мира 1990 квалификация |
| 05. | 15 ноября 1989  | Рамон Санчес Писхуан, Севилья, Испания   | Венгрия           | 1:0  | 4:0       | Чемпионат мира 1990 квалификация |
| 06. | 21 февраля 1990 | Хосе Рико Перес, Аликанте, Испания       | Чехословакия      | 1:0  | 1:0       | Товарищеский матч                |
| 07. | 28 марта 1990   | Ла-Росаледа, Малага, Испания             | Австрия           | 1:0  | 2:3       | Товарищеский матч                |
| 08. | 27 марта 1991   | Эль-Сардинеро, Сантандер, Испания        | Венгрия           | 1:1  | 2:4       | Товарищеский матч                |
| 09. | 4 сентября 1991 | Карлос Тартьер, Овьедо, Испания          | Уругвай           | 2:0  | 2:1       | Товарищеский матч                |

## Достижения
«Атлетико Мадрид»
- Обладатель Кубка Испании (2): 1990/91, 1991/92

Индивидуальные
- Трофей Пичичи: 1991/92